# Atascadero
Atascadero – miasto w Stanach Zjednoczonych, w stanie Kalifornia, w hrabstwie San Luis Obispo.